# لايف أوك
لايف أوك (بالإنجليزية: Live Oak)‏ هي مدينة أمريكية تقع في ولاية فلوريدا. ويبلغ عدد سكانها 6480 نسمة حسب إحصاء سنة 2010 م 6480.تشير إحصاءات سنة 2000م بأن الكثافة السكانية في هذه المدينة تقدر بـ(360) نسمة/كم2 

## أعلام
- تشان بيري
- جيمي نيلسون
- كيلي جينينغز
- أندرا ديفيس
- إدموند نيلسون